# Söllbach (Murr)
Der Söllbach ist ein 4 km langer Bach  im baden-württembergischen Rems-Murr-Kreis, der nach nordwestlichem Lauf nordöstlich des Dorfs Burgstall an der Murr der Gemeinde Burgstetten von links in die untere Murr mündet.

## Geographie

### Verlauf
Der Söllbach entsteht nahe den Einzelhöfen des Weilers Stiftsgrundhof der Stadt Backnang am Gemeindedreieck Backnang/Leutenbach/Burgstetten  zwischen Feldern auf etwa 307 m ü. NHN. Auf dem ersten halben Kilometer seines Laufs fließt er auf der Gemeindegrenze zwischen Leutenbach im Süden und Burgstetten im Norden nach Westen, dann schwenkt er nach rechts auf seinen danach sehr beständigen Nordwestkurs, der die Grenze weiterhin ungefähr folgt. Er unterquert die K 1846 zwischen dem Leutenbacher Ortsteil Nellmersbach im Süden und dem Burgstettener Ortsteil  Erbstetten  im Norden. In seiner nun bald von einer Wiese eingenommenen flachen Mulde reicht die Waldinsel Brandwald vom linken Hügel bis nahe ans linke Ufer. Aus dem Wäldchen läuft ein im Oberlauf von einem Überlauf einer Quellfassung gespeister und daher meist durchflussloser Bach zu, nach dessen Mündung der Söllbach ganz auf Burgstettener Gemeindegebiet übertritt.
Etwa 150 Meter weiter talabwärts an einer Ausweitung des Bachbetts liegt links und rechts am Bachrand ein Ponor, beide schlucken einen Teil des zufließenden Wassers. Weitere 300 Meter abwärts läuft der Bach verrohrt unter dem Gelände des Erbstettener Freibades hindurch. In diesem Abschnitt mündet auch aus einer flachen Nebenmulde von Osten her ein gut kilometerlanger Zufluss, der im Gewann Blumental entsteht und in oft geregelten oder sogar verdoltem Lauf erst durch ein kleines Gewerbegebiet und dann durch die Sportstätten in seiner unteren Talmulde zieht.
Danach passiert der Söllbach ein Pumpenhäuschen am Lauf und unterquert die K 1906 von Erbstetten am rechten Oberhang nach Burgstall auf dem linken Hügel und dahinter und zieht an einem weiteren Pumpenhäuschen vorbei. Nach einem kurzen verdolten Abschnitt tritt er neben der Kläranlage von Erbstetten rechts etwas darüber auf unter 260 m ü. NHN in die bewaldete Söllbachklinge seines steiler werdenden Unterlaufs ein, der nun immer nördlicher zieht. Am Ende dieses nur etwas über einen halben Kilometer langen Schluchttalabschnitts unterquert er in einem etwa 150 m langen Durchlass unterhalb eines alten Muschelkalkbruches am rechten Talsporn den Damm der dem linken Talrand des namengebenden Flusses folgenden Kleinen Murrbahn. Nach dem Durchlass stürzt der Bach über einige beim Bahnbau angelegte Wasserfallkaskaden den durch die fast waagrechte Führung des Durchlasses gewonnenen starken Höhenunterschied zum natürlichen Geländeniveau herab.
Der Söllbach läuft nun noch 200 Meter nordwärts über die flache Flussaue und mündet schließlich etwa 0,8 km nordöstlich der Ortsmitte des wenig talabwärts bis an den Auenrand des Flusses hinabreichenden Dorfes Burgstall von links und zuletzt Süden auf 220 m ü. NHN in die hier westwärts fließende untere Murr.
Der Söllbach ist 3,9 km lang und fällt auf dieser Strecke um etwa 87 Höhenmeter, sein mittleres Sohlgefälle liegt also bei etwa 22 ‰.

### Einzugsgebiet
Der Söllbach hat ein Einzugsgebiet von 4,1 km² Größe, das sich spindelförmig von einem Hügel nördlich des Dorfes Nellmersbach von Leutenbach etwa 3,7 km weit bis zur Mündung nordwestlich davon erstreckt. Quer dazu misst es auch an der breitesten Stelle noch etwas unter 1,5 km. Der höchste Punkt am Südwesteck auf dem Hügelrücken Bannreisach erreicht zwischen zwei außerhalb liegenden Wasserreservoiren etwa 343 m ü. NHN.
Jenseits der rechten Wasserscheide an der Nordostseite konkurriert nach dem unmittelbaren Einzugsgebiet der aufwärtigen Murr deren etwas längerer linker Zufluss Maubach, hinter der linken im Südosten mit dem Buchenbach ihr größter überhaupt, der nach seinem oberen parallelen Laufabschnitt, wo ihm jenseits aus Nellmersbach der Höllachbach und kurz danach noch der Lerchengraben zuläuft, vor seiner Mündung murrabwärts keine bedeutenden Zuflüsse von der Scheide mehr erfährt.
Das Einzugsgebiet ist insgesamt Teil der meist flachhügeligen Landschaft im Unterraum Innere Backnanger Bucht des Naturraums Neckarbecken. Der Waldanteil beträgt etwa 10 %, drei Viertel davon sind Teil der Waldinsel Brand am linken Hang des Mittellaufs, der Rest füllt die Klinge des Unterlaufs von westlich von Erbstetten bis an den Rand der Murr-Aue. Die offene Flur wird überwiegend beackert. Unmittelbar am Lauf liegt, wenn man die Sportstätten im Süden des Dorfes Erbstetten unberücksichtigt lässt, keinerlei Siedlung. Das Einzugsgebiet teilen sich die Stadt Backnang, zu der allerdings nur ein kleiner Gebietszwickel beim Stiftsgrundhof an der obersten rechten Scheide gehört, Leutenbach, das bis zum Mittellauf linker Bachanlieger ist, sowie vor allem Burgstetten, dessen Dorf Erbstetten rechts über dem Unterlauf mitsamt seiner Gemarkung vom Bach überwiegend entwässert wird. Das Dorf Burgstall der Gemeinde liegt Erbstetten gegenüber just schon jenseits der linken Wasserscheide mit einem Gemarkungsanteil links des Unterlaufs.

### Zuflüsse
Liste der Zuflüsse von der Quelle zur Mündung. Gewässerlänge, Einzugsgebiet und Höhe nach den entsprechenden Layern auf der Onlinekarte der LUBW. Andere Quellen für die Angaben sind vermerkt.
Ursprung des Söllbachs auf etwa 307 m ü. NHN bei den Höfen des Backnanger Weilers Stiftsgrundhof nahe dem Gemeindedreieck Backnang/Burgstetten/Leutenbach. Der anfangs neben einem Feldweg westlich laufende Bach schwenkt bald auf dauerhaften Nordwestlauf.
- (Unbeständiger Zulauf aus dem Hühnerloch), von links und Südwesten auf etwa 297 m ü. NHN im Gewann Egelsee neben der K 1846 Nellmersbach–Erbstetten, ca. 0,4 km[LUBW 5] und ca. 0,2 km². Entsteht auf etwa 305 m ü. NHN. Fast durchweg Feldweggraben.
- (Zulauf), von links und Westen aus der Waldinsel Brandwald auf etwa 280 m ü. NHN, 0,1–0,4 km[LUBW 5] und über 0,1 km². Entsteht im Brandwald als Überlauf einer Quellfassung auf etwa 300 m ü. NHN und ist Grenzbach zwischen Leutenbach und Burgstetten.
- Söllbach-Versinkung, etwa 150 Meter nach dem vorigen Zulauf auf einer Höhe von etwa 278 m ü. NHN östlich der Waldinsel Brandwald.
- Leichtwiesengraben, von rechts und Osten auf etwa 271 m ü. NHN beim Bad von Erbstetten, 1,1 km[LUBW 3] und ca. 0,9 km². Entsteht auf etwa 295 m ü. NHN im Erbstettener Blumental und ist zunächst Feldweggraben.

Mündung des Söllbachs von links und zuletzt Süden auf 219,9 m ü. NHN in die untere Murr etwa 0,8 km nordöstlich der Ortsmitte von Burgstall. Der Bach ist 3,9 km lang und hat ein etwa 4,1 km² großes Einzugsgebiet.

## Geologie
Die Backnanger Bucht, in welcher der Söllbach läuft, ist zu großen Teilen von einer Lössderivatschicht bedeckt, deren Ausgangsmaterial im Quartär abgelagert wurde. Entsprechend läuft der obere Söllbach auch in dieser Schicht, seine tiefere Mulde am Mittellauf dagegen schon im Unteren Keuper, ebenso der Zulauf am Erbstettener Bad. Wo die Mulde dann zu ihrem Klingenabschnitt ansetzt, tritt das Bett in den Oberen Muschelkalk. In der linken Aue der Murr mündet der Söllbach dann in einem Hochwassersedimentstreifen, der den Fluss begleitet. Auf den höheren Hügeln beidseits des Laufes liegt in Inseln teilweise Gipskeuper (Grabfeld-Formation), die höchste Schicht im Einzugsgebiet.
Die erwähnte Söllbachversickerung etwas südlich des Erbstettener Bades befindet sich im flachen Ausstrich des Unterkeupers über dem in der Umgegend teils Karsterscheinungen zeigenden Oberen Muschelkalk, eine in den Gäulandschaften des Südwestdeutschen Stufenland recht häufige Konstellation. Die Verbreiterung des Bachbetts an dieser Stelle könnte auf eine ehemalige Doline hinweisen, die inzwischen durch eingeschwemmtes Material teilweise plombiert wurde, während die zwei Ponore noch zum unterirdischen Kluftwasserleiter Verbindung haben.
Im aufgelassenen Steinbruch am rechten Hang über der unteren Söllbachklinge wurde Oberer Muschelkalk abgebaut.

## Galerie

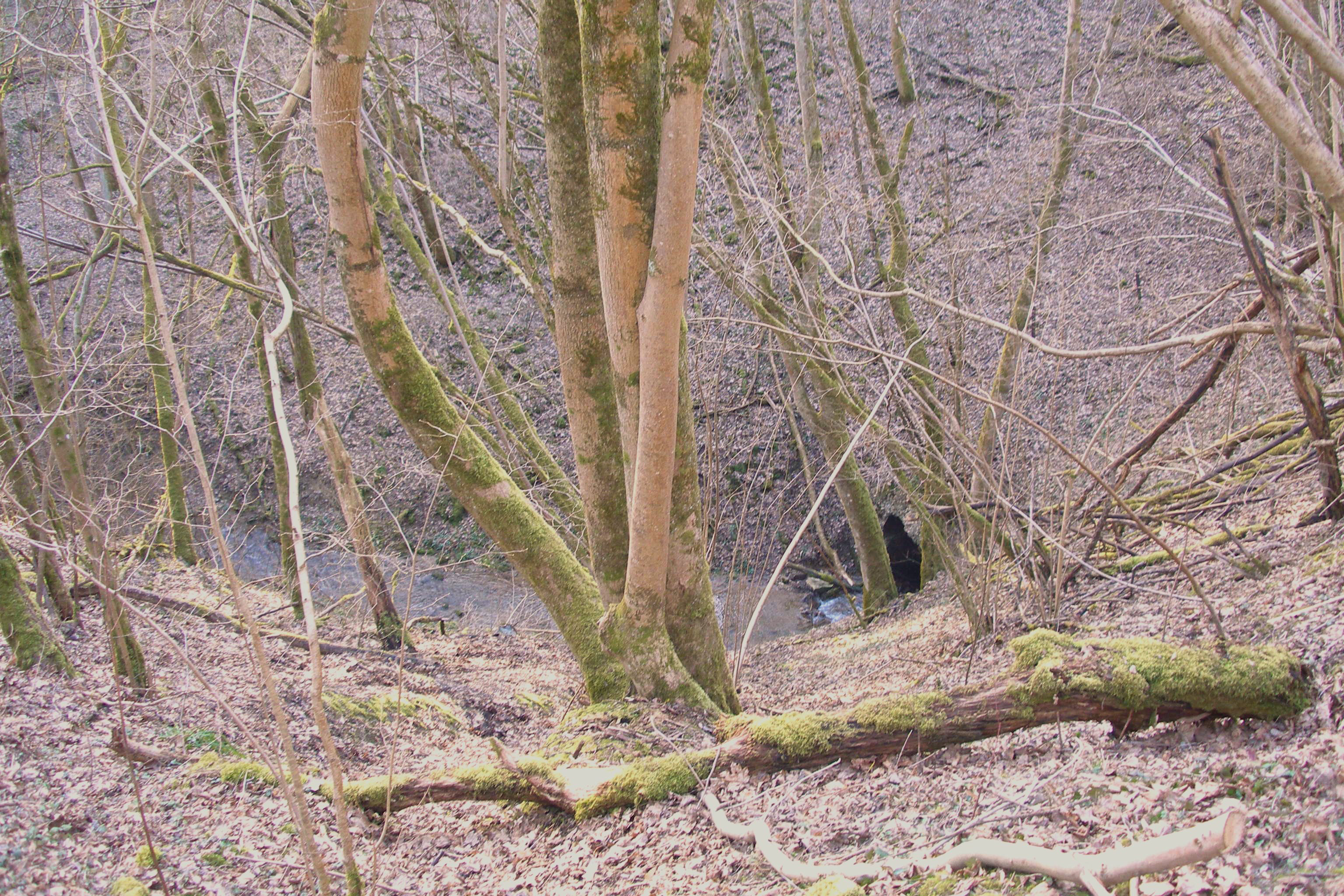
Die Söllbachklinge, kurz vor dem Durchlass unter der Bahnlinie
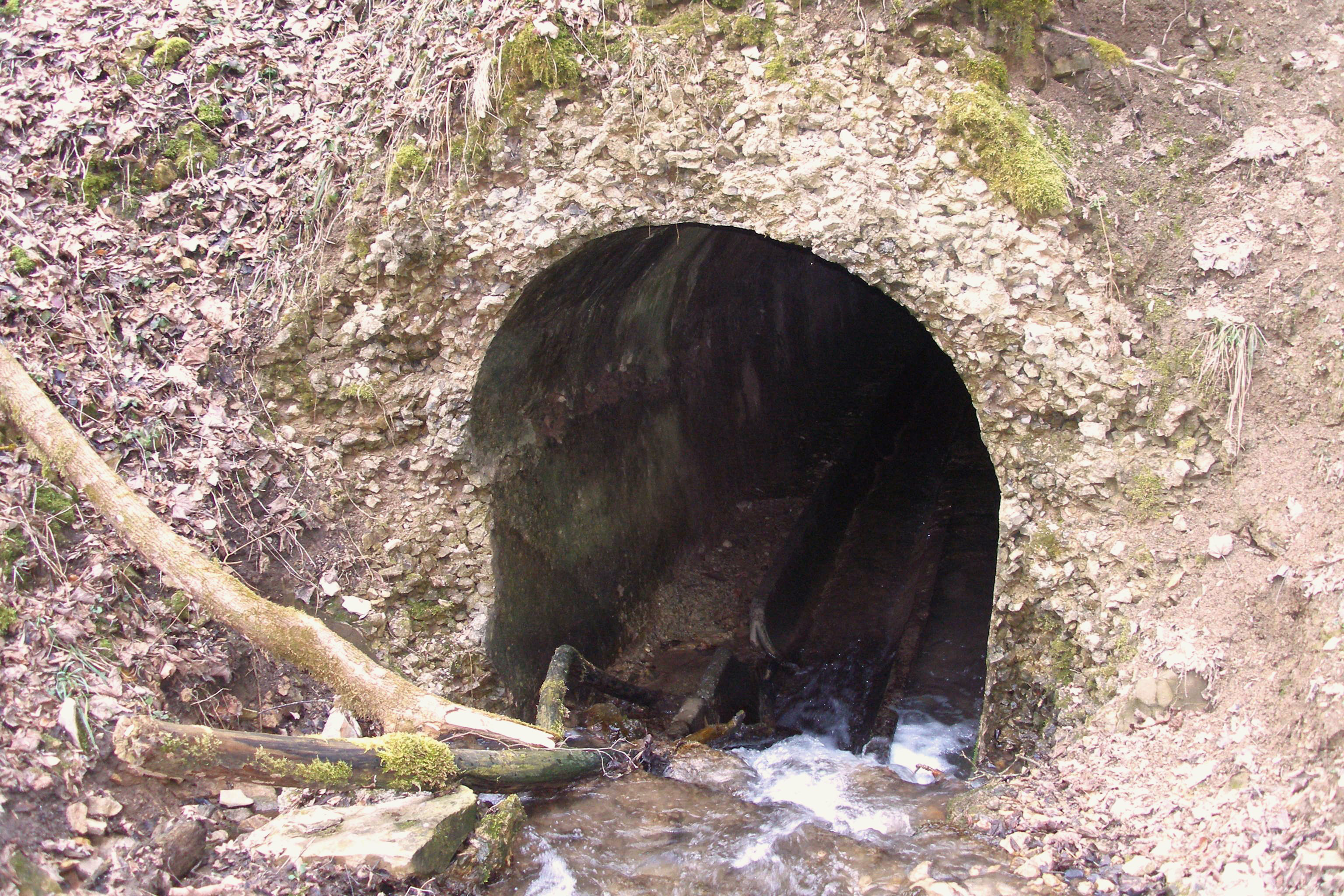
Der Durchlass des Söllbach unter der Bahnlinie
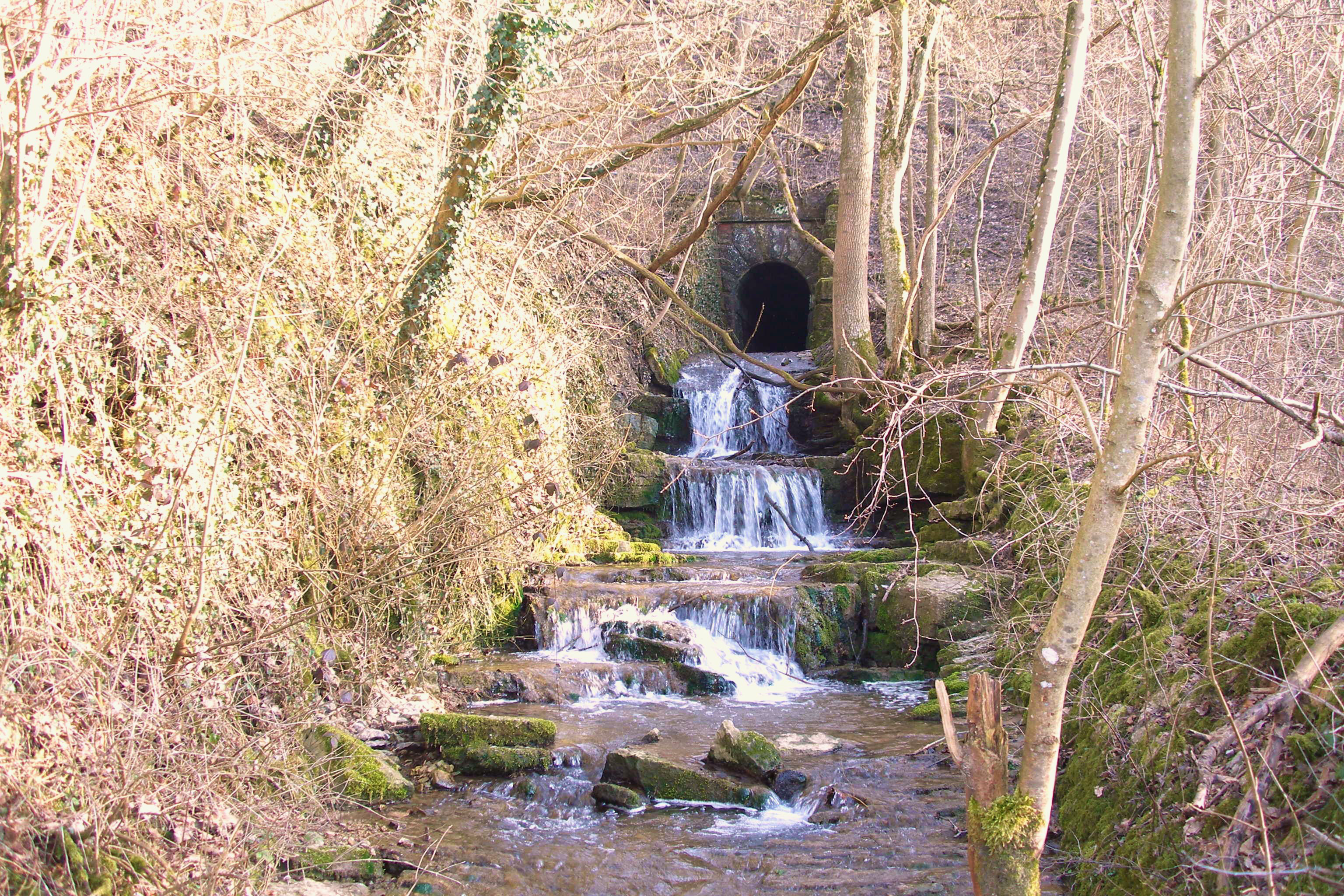
Der Söllbach zwischen dem Durchlass unter der Bahnlinie und der Mündung in die Murr

### LUBW
Amtliche Online-Gewässerkarte mit passendem Ausschnitt und den hier benutzten Layern: Lauf und Einzugsgebiet des Söllbachs

Allgemeiner Einstieg ohne Voreinstellungen und Layer: Daten- und Kartendienst der Landesanstalt für Umwelt Baden-Württemberg (LUBW) (Hinweise)
1. 1 2 3  Höhe nach dem Höhenlinienbild auf dem Hintergrundlayer Topographische Karte.
2. 1 2  Höhe nach grauer Beschriftung auf dem Hintergrundlayer Topographische Karte.
3. 1 2 3 4  Länge nach dem Layer Gewässernetz (AWGN).
4. 1 2  Einzugsgebiet abgemessen auf dem Hintergrundlayer Topographische Karte.
5. 1 2  Länge abgemessen auf dem Hintergrundlayer Topographische Karte.

### Andere Belege
1. ↑  Hansjörg Dongus: Geographische Landesaufnahme: Die naturräumlichen Einheiten auf Blatt 171 Göppingen. Bundesanstalt für Landeskunde, Bad Godesberg 1961. → Online-Karte (PDF; 4,3 MB)
2. ↑  Geologie nach den Layern zu Geologische Karte 1:50.000 auf: Mapserver des Landesamtes für Geologie, Rohstoffe und Bergbau (LGRB) (Hinweise). Ein ähnliches Bild bietet, aber nur auf einem Teil des Einzugsgebietes, die Geologische Karte des Naturparks Schwäbisch-Fränkischer Wald 1:50.000, herausgegeben vom Landesamt für Geologie, Rohstoffe und Bergbau Baden-Württemberg, Freiburg i. Br. 2001.
3. ↑  Söllbachversinkung (PDF, 992 kByte) beim LGRB.
4. ↑  Geotop-Steckbrief Steinbruch westlich von Erbstetten (PDF, 340 kByte) beim LGRB.